# Alhambra (Genève)
Pour les articles homonymes, voir Alhambra.
L’Alhambra est une salle de spectacle de la ville de Genève construite dans les années 1920 et classée monument historique depuis 1996. Destinée aux musiques actuelles, la salle est située au no 10, rue de la Rôtisserie et a été rénové entre 2012 et 2015.

## Historique
L’architecte Paul Perrin construit l’Alhambra entre 1918 et 1920. Appartenant alors à la Société immobilière Domus, la salle est d’abord un théâtre cinématographique. Son nom d’origine : Omnia, dont l’inscription est visible encore au-dessus du péristyle de l’entrée. La salle est inaugurée le 8 janvier 1920 et peut alors accueillir jusqu’à 1 400 personnes. Elle dispose d'un orchestre symphonique pour accompagner les films. 
Entre 1924 et 1926, l’Alhambra accueille de moins en moins de séances de cinéma ; ce dernier est remplacé par des revues, opérettes, vaudevilles, conférences ou même soirées sportives. Rapidement, des directeurs de salles de cinéma (dont Lucien-Lévy, dit Lansac, directeur de la succursale suisse d'Omnia) critiquent ce changement. Leurs incriminations vont mener à une amélioration de l’Alhambra, qui en 1928 ou 1929 reçoit la première installation de cinéma sonore du pays. 
Dans le courant du XXe siècle, l’Alhambra change plusieurs fois de propriétaire. En 1961, la Société immobilière Domus vend l’Alhambra à l’État de Genève. Ce dernier possédera la salle jusqu’en l’an 2000, lorsqu’il remettra la salle à la Ville de Genève.
En 1995, la salle frôle[réf. nécessaire] la démolition et est sauvée[non neutre] en votation populaire, avec l'aide[non neutre] du Comité de sauvegarde de l’Alhambra. Sans cette dernière[réf. nécessaire], l’édifice aurait été remplacé par un parking. Le bâtiment est donc sauvé[non neutre], mais un besoin de renouveau se fait tout de même sentir. Cet espace, qui avait accueilli Maurice Chevalier en septembre 1926 puis en 1940, doit être rénové. Dès lors, les discussions et réflexions commencent. En 1996, l’Alhambra est classé monument historique. 
Il faudra attendre 2011 pour le commencement de la rénovation – cette dernière se déroulera entre 2012 et 2015. 

## Structure / Architecture
L’Alhambra possède une structure en béton armé – c’est d’ailleurs probablement le premier bâtiment à Genève entièrement réalisé ainsi. Son enveloppe, quant à elle, est en simili-pierre. À l’origine, l’édifice est composé de trois corps de bâtiment : l’entrée, la salle et le tour de scène. La cage de scène atteint les quinze mètres de haut. Au niveau du décor, certains éléments se rapprochent du répertoire baroque (oculi, fronton cintré, corniches saillantes, etc.), d’autres de celui de l’Art Déco (dont le plafond incurvé à caissons en stuc). Durant la rénovation, une partie annexe a été rajoutée afin de pouvoir agrandir les locaux : loges, bureaux, dépôts et ateliers y ont trouvé leur place.

## Rénovation (2012-2015)
La rénovation avait plusieurs buts ; premièrement, améliorer l’accueil (du public, mais également des artistes). Deuxièmement, augmenter le nombre de spectacles proposés ainsi qu’offrir une plus grande variété. L’idée était de mettre sur pied une « maison de la musique », un lieu possédant une bonne qualité acoustique et une capacité conséquente. Le focus est mis sur les musiques actuelles : d’autres salles à Genève existent déjà pour la musique classique. Petite exception : il est décidé que la salle pourra également accueillir certaines ouvertures et clôtures de festivals de films dans le but de continuer à faire vivre l’objet premier du lieu : le cinéma.
Cette rénovation visait à faire coïncider patrimoine et contemporanéité. Concrètement, de nombreux éléments ont été rénovés, voire changés. Au niveau du décor, c’est l’artiste genevoise Carmen Perrin qui a été mandatée pour repenser le lieu. Avec un budget de 25,2 millions et trois ans de travaux, la rénovation de l’Alhambra fut conséquente. 

## Réouverture de la salle (2015)
L’Alhambra est inaugurée lors de la 24e Fête de la musique de Genève le 19 juin 2015. De nombreux concerts (Orioky, The Young Gods, Eleventh, Cardiac, etc.) de musiques actuelles ont lieu durant tout le week-end. L’Alhambra reprend officiellement son activité le 1er septembre 2015 avec la venue de l’artiste suisse Stephan Eicher dans le cadre de la Bâtie-Festival de Genève. 